# Білич (потік)
Білич — гірський потік в Україні у Самбірському районі Львівської області. Лівий доплив річки Яблуньки (басейн Дністра).

## Опис
Довжина потоку приблизно 5,53 км, найкоротша відстань між витоком і гирлом — 4,07  км, коефіцієнт звивистості річки — 1,17 . Формується багатьма безіменними струмками.

## Розташування
Бере початок на північно-західних схилах гори Ляхів Верх (721 м) у хвойному лісі. Тече переважно на південний схід через село Біличі і впадає у річку Яблуньку, ліву притоку річки Дністра.